# Моцзинь: Гроб в ущелье У
Моцзинь: Гроб в ущелье У (кит. 鬼吹灯之巫峡棺山, англ. Mojin: Raiders of the Wu Gorge) — китайский приключенческий фильм 2019 года, основанный на восьмой томе серии романов Ghost Blows Out the Light (鬼吹灯) Чжан Муэ, который носит название «Горные гробницы в Уся» (巫峡棺山). Фильм является частью франшизы «Моцзинь» о легендарных расхитителях гробниц. Проект продолжает успешные экранизации, включая Моцзинь: Забытая легенда (2015) и Хроники призрачного племени (2015). Режиссером картины выступил Вэй Личжоу. Фильм был выпущен в Китае 31 мая 2019 года и стал частью продолжающегося интереса к экранизациям романов Ghost Blows Out the Light. Картина была показана на цифровых платформах и привлекла внимание поклонников жанра. Сюжет фильма гармонично сочетает реальные географические локации, такие как Три ущелья, с элементами китайского фольклора, мифологии и фантастики. Фильм погружает зрителей в мир таинственных поисков, магических растений и древних артефактов, основанных на богатом культурном наследии Китая, при этом предлагая увлекательное приключение, наполненное мистикой и экшеном.

## Сюжет
Сюжет фильма основан на событиях заключительного романа серии, завершая ключевые сюжетные линии, связанные с древними гробницами, мистическими артефактами и приключениями главных героев. 
Неожиданные события усиливают давление на Ху Байи из-за наложенного на него кровавого проклятия. От профессора Сунь он узнает о существовании необычных средств, способных снять проклятие, которые появляются раз в 12 лет в деревне Дисянь (деревня Земных Бессмертных), расположенной в историческом месте Фэн. Трио известных расхитителей гробниц вновь объединяется для опасного путешествия в горы, чтобы бороться за своё выживание. Их ждут мистические явления, ловушки и противостояние с потусторонними силами. Главные персонажи сталкиваются с новыми опасностями в загадочном ущелье У, полном древних тайн и проклятий, где, по слухам, скрыто захоронение, построенное гуаньшаньским колдуном Фэном Шигу, обладающее мистическими свойствами и властью над судьбами.

## Фольклорные и географические основы сюжета фильма
Фильм «Моцзинь: Гроб в ущелье У» основан на популярной китайской серии книг, смешивающей приключенческий жанр с элементами мистики и фэнтези. В основе сюжета лежат древние китайские мифы, легенды и фольклорные мотивы, которые привлекают зрителей к таинственным и опасным путешествиям в поисках магических артефактов, таких как "трупная лепёшка" и "трава воскрешения".

#### Географические основы
Фильм использует реальные географические локации Китая, такие как Три ущелья на реке Янцзы — одно из самых знаменитых природных чудес страны. Оно славится своими живописными ландшафтами, крутыми скалами и древними пейзажами, которые становятся идеальным фоном для приключений, поисков и борьбы с опасностями. В частности, ущелье Уся (Wu Gorge), которое является частью этого региона, играет важную роль в создании атмосферы фильма. 
Ущелье Уся, известное своими высокими скалами и живописными видами, играет ключевую роль в сюжете, являясь местом, где разворачиваются мистические события. В реальной жизни это ущелье ассоциируется с множеством легенд и мифов, что добавляет дополнительную мистическую атмосферу к происходящему на экране.

#### Фольклорные и мифологические основы
Фильм активно использует элементы китайского фольклора, которые насыщены магическими и сверхъестественными аспектами. "Трупная лепёшка" (или "трупный хлеб") и "трава воскрешения" — это мистические артефакты, которые играют ключевую роль в поисках героев. Они вдохновлены древними китайскими легендами, где существуют магические растения и вещества, которые обладают свойствами продления жизни или дарования бессмертия.
Одним из ярких примеров является "гриб бессмертия" Трутовик лакированный (Lingzhi), который в китайской мифологии считается эликсиром долгожительства и здоровья. В фольклоре Китая также есть упоминания о других магических растениях, таких как женьшень, который связан с силой и бессмертием. В фильме эти элементы перерабатываются в более мистический и фантастический контекст, в котором живые организмы не только лечат, но и даруют сверхъестественные силы.
Клан Гуаньшань, представленный в фильме как магическая и загадочная группа, напоминает мифологические тайные кланы, которые в китайском фольклоре занимаются изучением магии, колдовства и сверхъестественных явлений. Такие кланы часто ассоциируются с алхимическими практиками, экзорцизмом и поисками древних знаний, которые могут изменить ход истории.
Также в китайской культуре существует множество мифов о древних могилах и гробницах, где хранятся не только ценности, но и магические артефакты. Идея о гробнице, предназначенной для сбора "трупной лепёшки", является художественным вымышленным элементом, но она воссоздает атмосферу поиска скрытых знаний и древних сокровищ, что характерно для китайской традиции приключенческих и мистических историй.

## Значимость фильма в контексте всего цикла
Фильм «Моцзинь: Гроб в ущелье У» является частью более широкой франшизы, основанной на цикле книг Ghost Blows Out the Light о приключениях группы исследователей, ищущих древние тайны и артефакты. Он не только продолжает традиции предыдущих произведений, но и раскрывает новые грани персонажей, особенно профессора Сунь — одного из центральных героев цикла.
Важность этого фильма заключается в том, что он является ключевым для понимания эволюции персонажей и их отношений, а также в том, как события последнего романа меняют восприятие профессора Сунь. В более ранних книгах его персонаж изображался как мудрый и рациональный ученый, чьи действия и решения были логичны и основаны на научных знаниях. Однако в последнем романе цикла, который служит контекстом для фильма, восприятие профессора Сунь изменяется: его личные мотивы, скрытые цели и философские взгляды начинают играть большую роль.
Роман добавляет новые слои к характеру профессора Сунь, показывая его как более многогранного персонажа, чьи действия и решения теперь воспринимаются не только с точки зрения рациональности, но и через призму его личных переживаний, моральных дилемм и взглядов на бессмертие и магию. Это изменение восприятия добавляет глубину сюжету, превращая его из просто приключенческой истории в более философское произведение, которое затрагивает вопросы жизни, смерти и существования.
Таким образом, фильм становится не только продолжением приключенческой линии, но и важной вехой для более глубокого понимания всей вселенной цикла. Он помогает зрителям осознать, как произошли изменения в понимании профессора Сунь, а также как прояснение это персонажа повлияло на понимание подоплёки событий, связанных с главными персонажами, и на общий ход сюжета.

## В ролях
- Чжао Цзо (赵左) — Ху Байи, опытный кладоискатель, лидер группы.
- Юй Синьянь (于心妍) — Ширли Янг, жена Ху Байи, специалист по древностям.
- Ми Тэ (米特) — Ван Панг Цзы ("Толстяк" Ван Кайсюань), верный друг Ху Байи, любитель оружия и еды.
- Лян Гожун (梁国荣) — профессор Сунь, учёный-археолог, эксперт по древним артефактам.
- Ван Синжу (王馨瑗) — Яо Мэй, загадочная девушка, связанная с тайнами ущелья У.
- Ши Ин (石英) — Ду Сянь, опытный исследователь, который помогает группе героев проникнуть в запретные и опасные зоны, а также бороться с различными угрозами.

## Отзывы и критика
Фильм вызвал интерес среди зрителей и обсуждался на китайских киносайтах, таких как Douban и Mtime. Несмотря на ограниченный кинопрокат, он стал заметным событием в интернет-киноиндустрии.  Зрители отмечают динамичный сюжет и атмосферу приключений, однако спецэффекты и проработка персонажей вызвали критику. 
Фильм получил смешанные отзывы.Проект привлёк внимание благодаря популярности литературной первоосновы и использованию "IP + звезда" модели, что обеспечило фильму определённую фанатскую базу. В научной работе «Размышления о цифровом создании китайских интернет-фильмов в контексте Интернета» авторы Лян Лэй, Кунхао Ни и Ин Цуй рассматривают коммерческий успех данного фильма и ему подобных, отмечая их влияние на цифровой кинематограф и ссылаясь на данные о лидирующих позициях фильма в китайском прокате 2019 года. 
Однако зависимость от успешности бренда и высокая конкуренция среди интернет-фильмов привели к неоднозначной реакции. На киноплатформах рейтинг фильма варьируется, но он всё же нашёл свою аудиторию среди поклонников жанра.